# Pheidole smythiesii
Pheidole smythiesii är en myrart som beskrevs av Auguste-Henri Forel 1902. Pheidole smythiesii ingår i släktet Pheidole och familjen myror.

## Underarter
Arten delas in i följande underarter:
- P. s. bengalensis
- P. s. smythiesii